# Вирт, Освальд
Освальд Вирт (фр. Oswald Wirth; 5 августа 1860, Бринц, Берн — 9 марта 1943, Mouterre-sur-Blourde) — швейцарский художник, оккультист, один из основателей Каббалистического Ордена Розы†Креста, создатель одной из оккультных колод Таро, масон.

## Биография
Жозеф Поль Освальд Вирт родился 5 августа 1860 года около 9 часов утра в Бриенцe, небольшом городке в Швейцарии, расположенном на Бриенцском озере. У Вирта было три брата: двое умерли в младенчестве, а третий, Эдвард, был убит в бою в 1894 году. Сестра, Элиза, родилась в 1875 году, Освальд был её спутником с юности и до самой смерти.
Он говорил, что всем обязан был Станисласу де Гуайте, встретившемуся ему впервые весной 1887 года, и который сделал его своим секретарем и другом. Освальд Вирт писал о нём:

(…) знакомство со Станисласом де Гуайтой стало для меня главным событием. Он сделал меня своим другом, своим секретарём и своим сотрудником. Его библиотека была в моем распоряжении. Гуайта потрудился во мне образовать стиль, меня обтесывать литературно (…)
В 1888 году Папюс, Сент-Ив Д’Альвейдр и Станислас де Гуайта, объединившись с Жозефом Пеладаном и Освальдом Виртом, основали Каббалистический Орден Розы+Креста.
Освальду Вирту принадлежит некоторое количество трудов, которые стали классикой: герметический символизм, связанный в его книгах и работах с алхимией и масонством, астрологическим символизмом и, главным образом, Таро средневековых художников, в котором он возобновил символическое изучение главных карт, которые он нарисовал для Станисласа де Гуайта.
Освальд Вирт умер 9 марта 1943 года в 11 часов. Он похоронен на кладбище Mouterre-sur-Blourde на юге Пуатье.

## Произведения
- Вирт О. Таро Магов. — М.: Экслибрис, 2002. 228 с. ISBN 5-901620-41-0
- La Franc-Maçonnerie rendue intelligible à ses adeptes, tome 1: L’apprenti
- La Franc-Maçonnerie rendue intelligible à ses adeptes, tome 2: Le Compagnon
- La Franc-Maçonnerie rendue intelligible à ses adeptes, tome 3: Le Maître

### На французском языке
- Oswald Wirth — Le Symbolisme Hermétique, dans ses rapports avec la Franc-Maconnerie et l’Alchimie, 1910
- Oswald Wirth — Le Tarot des Imagiers du Moyen Age, 1924
- Oswald Wirth — I Tarocchi, Edizioni Mediterranee, 1975—2005 (con mazzo dei 22 Arcani)
- Oswald Wirth — Le symbolisme astrologique, Éd. Dervy
- Oswald Wirth — Les mystères de l’art royal — Rituel de l’adepte, Éd. Dervy
- Oswald Wirth — L’imposition des mains et la médecine philosophale, Éd. Guy Trédanie
- Oswald Wirth — La Franc-Maçonnerie rendue intelligible à ses adeptes, trois tomes, Éd. Dervy
- Oswald Wirth — Le livre de Thot, comprenant les 22 arcanes du Tarot, (1889)
- Oswald Wirth — L’ideal initiatique (1923)